# Chrysotoxum ypsilon
Chrysotoxum ypsilon är en tvåvingeart som beskrevs av Samuel Wendell Williston  1887. Chrysotoxum ypsilon ingår i släktet getingblomflugor, och familjen blomflugor. Inga underarter finns listade i Catalogue of Life.